# Knut Reuter
Knut Reuter (* 25. Oktober 1959 in Ratzeburg) ist ein deutscher Arzt und Sanitätsoffizier (Admiralarzt a. D.). Er ist Facharzt für Innere Medizin und war in letzter Verwendung Kommandeur und Ärztlicher Direktor des Bundeswehrkrankenhauses Hamburg.

## Militärischer Werdegang
Knut Reuter trat 1978 in die Bundesmarine ein. Als Offizieranwärter der Crew VII/78 begann er seine Ausbildung zum Marineoffizier. Bereits nach drei Monaten beendete er diese Ausbildung, um bis 1984 ein Studium der Humanmedizin am Universitätsklinikum Hamburg-Eppendorf mit anschließender Approbation als Arzt zu absolvieren. Von 1984 bis 1986 übte er assistenzärztliche Tätigkeiten in der Anästhesie und Inneren Medizin im Bundeswehrkrankenhaus Hamburg aus. Es schlossen sich bis 1990 Tätigkeiten als Truppenarzt in den Marinesanitätszentren in Flensburg und Wilhelmshaven an. Danach absolvierte er eine assistenzärztliche Weiterbildung im Bundeswehrkrankenhaus Bad Zwischenahn zur Erlangung der Facharztreife im Fach Innere Medizin. Von 1997 bis 2004 war Reuter Leiter der Fachärztlichen Untersuchungsstelle „Allgemeine Innere Medizin“ am Bundeswehrkrankenhaus Bad Zwischenahn. Im Anschluss übernahm er als Chefarzt in Personalunion mit dem Abteilungsleiter Innere Medizin das Bundeswehrkrankenhaus Hamm. Ab 2005 diente er als Abteilungsleiter Innere Medizin/Fachbereich Tropenmedizin am Bundeswehrkrankenhaus Hamburg. Von 2012 bis 2014 war Reuter Chefarzt des Bundeswehrkrankenhauses Westerstede. Auf diesem Dienstposten wurde Oberstarzt Nicole Schilling seine Nachfolgerin.

### Dienst als Admiral
Im Dezember 2014 übernahm Reuter den Posten des Chefarztes im Bundeswehrkrankenhaus Berlin von Admiralarzt Wolfgang Titius. Am 13. September 2019 übergab er dieses Kommando an Oberstarzt Horst-Peter Becker. Am 26. September 2019 übernahm Reuter als Nachfolger von Generalarzt Joachim Hoitz die Leitung des Bundeswehrkrankenhauses Hamburg als Kommandeur und Ärztlicher Direktor (Bis zum 30. September 2017 wurde die Bezeichnung „Chefarzt“ verwendet.). Am 28. März 2022 übergab Reuter die Leitung des Bundeswehrkrankenhauses an Oberstarzt Thomas Harbaum und trat nach 43 Dienstjahren in den Ruhestand.

### Auslandsverwendungen
- 1988–1989 Medical Observer am Bethesda National Naval Medical Center Bethesda (Maryland), USA
- 1992–1993 Oberservershipverwendung am U. S. Army Medical Department Center, Fort Sam Houston, San Antonio (Texas), USA

### Auslandseinsätze
- 1997 Senior Medical Officer UN Mission Georgien (UNOMIG)
- 1998 Kompaniechef und Internist beim deutschen Anteil SFOR im Feldlazarett Rajlovac/Sarajevo
- 2001 Internist 3. Folgekontingent Rajlovac
- 2005 Leiter der Bettenstation des Marineeinsatzrettungszentrums auf der Berlin im Rahmen der Tsunami-Flutkatastrophenhilfe Banda Aceh
- 2007 Internist im ISAF-Feldlazarett Masar-e Scharif
- 2010 Internist und Kompaniechef im ISAF-Feldlazarett Masar-e Scharif
- 2011–2012 Internist und klinischer Direktor im ISAF-Feldlazarett Masar-e Scharif

## Privates
Reuter ist verheiratet und hat zwei Töchter.